# Thailand i olympiska vinterspelen 2018
Thailand deltog i de olympiska vinterspelen 2018 i Pyeongchang, Sydkorea, med en trupp på fyra atleter (två män, två kvinnor) fördelat på två sporter (alpin skidsport och längdskidåkning).
Vid invigningsceremonin bars Thailands flagga av längdskidåkaren Mark Charloung.